# ProElite 1
ProElite 1: Arlovski vs. Lopez（プロエリート・ワン：アルロフスキー・バーサス・ロペス）は、アメリカ合衆国の総合格闘技団体「ProElite」の大会の一つ。2011年8月27日、ハワイ州ホノルルのニール・ブレイズデル・センターで開催された。

## 大会概要
EliteXCを主催していたProEliteが活動再開した第1回目の大会。メインイベントには元UFC世界ヘビー級王者のアンドレイ・アルロフスキーが出場した。

## 試合結果
| 試合                 | 階級               | 勝者                       | 敗者                 | 試合結果                         |
| -------------------- | ------------------ | -------------------------- | -------------------- | -------------------------------- |
| プレリミナリーカード |                    |                            |                      |                                  |
| 1                    | アマチュアヘビー級 | ジョーイ・パレミア         | チャド・トーマス     | 3R終了 判定3-0                   |
| 2                    | ウェルター級       | ブレント・シャーマーホーン | ジェシー・ラングレン | 1R 1:38 KO（パンチ連打）         |
| 3                    | ライト級           | ダスティン・バルカ         | リノ・レミジオ       | 2R終了時 TKO（ドクターストップ） |
| 4                    | ミドル級           | カレオ・ガンビル           | エルドン・スプロート | 1R 1:31 TKO（パンチ連打）        |
| メインカード         |                    |                            |                      |                                  |
| 5                    | 195ポンド契約      | ドリュー・マクフェドリーズ | ギャレット・オルソン | 2R 4:04 TKO（パンチ連打）        |
| 6                    | 女子バンタム級     | サラ・マクマン             | Raquel Pa'aluhi      | 3R 2:53 キーロック               |
| 7                    | ヘビー級           | マーク・エリス             | ジェイク・ヒューン   | 2R 2:29 リアネイキドチョーク     |
| 8                    | ウェルター級       | リーガン・ペン             | ポール・ガーディナー | 1R 1:10 リアネイキドチョーク     |
| 9                    | ミドル級           | ケンドール・グローブ       | ジョー・リッグス     | 1R 0:59 ギロチンチョーク         |
| 10                   | ヘビー級           | アンドレイ・アルロフスキー | レイ・ロペス         | 3R 2:43 TKO（マウントパンチ）    |